# Bruce Trigger
Bruce Graham Trigger (Preston, Ontario; 18 de junio de 1937-Montreal, 1 de diciembre de 2006) fue un arqueólogo, antropólogo e historiador canadiense, considerado una autoridad en etnohistoria.
Doctor en Arqueología por Yale en 1964. Por esa época su interés era investigar la historia de la arqueología y el estudio comparativo de las culturas primitivas. El año 1965 impartió clases en la Northwestern university, tras lo que entró en el departamento de antropología de la McGill University de Montreal, Quebec donde permaneció el resto de su vida académica.
Se consideraba positivista, por lo que mantenía que era posible obtener una visión del pasado a través del estudio de los datos arqueológicos, y defendía las ideas de V. Gordon Childe.

## Contribuciones

### Etnohistoria
Su obra más divulgada es The Children of Aataentsic, un estudio en dos volúmenes de los pueblos hurones, obra definitiva para la historia y etnografía de ese pueblo, que le dio entre otras distinciones su adopción por la nación Huron-Wendat como miembro honorario. Trigger reiteró sus argumentos clave en Natives and Newcomers, una obra polémica, dirigida al público culto pero lego en la materia. En ella, Trigger, siguiendo la tradición de Franz Boaz, argumenta que las sociedades coloniales y aborígenes del primitivo Canadá poseían sistemas culturales ricos y complejos, y que no puede sostenerse que ninguna de ellas fuera superior a las otras.

### Historia de la arqueología
Su obra A History of Archaeological Thought investiga el desarrollo de la arqueología como disciplina. Se publicó una segunda edición ampliada en 2006. 

### Teoría arqueológica
En Understanding Early Civilizations: A Comparative Study Trigger usa una aproximación teorética integrada al significado de las similitudes y diferencias en la formación de sociedades complejas en el Antiguo Egipto, Mesopotamia, la China Shang, las civilizaciones azteca y maya clásicas de Mesoamérica, la inca en los Andes y la yoruba en África negra. En 2003 se le dedicó una sesión de la Society for American Archaeology (SAA) a esta investigación.
Trigger también hizo contribuciones significativas a los debates teóricos y epistemológicos en la arqueología. Su obra de 2003 "Artifacts and Ideas" es una colección de artículos previamente publicados, que trazan la historia y desarrollo de tales contribuciones.
Particular importancia tiene su argumento sobre cómo el contexto político y social de la investigación afecta a la interpretación arqueológica. Un ensayo titulado "Archaeology and the Image of the American Indian" documenta cómo la interpretación arqueológica refleja y legitima estereotipos de los pueblos nativos americanos y expresan las ideas políticas dominantes y los intereses de la cultura euro-americana. Por ejemplo, antes de 1914 tales estereotipos dieron lugar una prehistoria en que las culturas indias eran vistas como primitivas e inherentemente estáticas. Era comúnmente creído que los nativos americanos no habían desarrollado cambios significativos, y que eran incapaces de cambiar. Se creía que los indios habían llegado recientemente a América, y que este pretendido hecho explicaba su carencia de desarrollo cultural. Algunos arqueólogos euro-americanos de esa época explicaban las pruebas contrarias (earthwork mounds) como creaciones de pueblos no indios más ilustrados que habrían sido exterminados por indios salvajes. Estas creencias se popularizaron y sirvieron para legitimar el desplazamiento de los pueblos indios de sus tierras. John Wesley Powell, que lideró el desmontaje de los mitos mound builder también reconoció las grandes injusticias que se habían perpetuado contra los pueblos indios. Aunque Trigger reconocía que los intereses políticos euro-americanos tendían a influir y distorsionar la interpretación del registro arqueológico, también argumentaba que la acumulación de evidencias servía para corregir tales distorsiones.

## Premios y honores
En 2001, Trigger fue nombrado oficial de la Orden Nacional de Quebec. En 2005, también de la Orden de Canadá. Miembro de la Royal Society of Canada, ganó su Innis-Gérin Medal en 1985. En 1991, ganó el Prix Léon-Gérin del gobierno de Quebec. 

## Obras
- History and Settlement in Lower Nubia. New Haven: Yale University Publications in Anthropology, 1965.
- The Late Nubian Settlement at Arminna West. New Haven: Publications of the Pennsylvania-Yale Expedition to Egypt, 1965.
- Beyond History: The Methods of Prehistory. New York: Holt, Rinehart and Winston, 1968.
- The Huron: Farmers of the North. New York: Holt, Rinehart and Winston, 1969, revised edition, 1990.
- The Impact of Europeans on Huronia. Toronto: The Copp Clark Publishing Company, 1969.
- The Meroitic Funerary Inscriptions from Arminna West. New Haven: Publications of the Pennsylvania-Yale Expedition to Egypt, 1970.
- (with J.F. Pendergast) Cartier's Hochelaga and the Dawson Site. Montreal: McGill-Queen's University Press, 1972.
- The Children of Aataentsic: A History of the Huron People to 1660. Montreal: McGill-Queen's University Press, 1976.
- Nubia Under the Pharaohs. London: Thames and Hudson, 1976.
- Time and Traditions: Essays in Archaeological Interpretation. Edinburgh: Edinburgh University Press, 1978 (U.S. edition New York: Columbia University Press).
- Handbook of North American Indians, Vol. 15. Northeast, Washington: Smithsonian Institution, 1978.
- Time and Traditions: Essays in Archaeological Interpretation. Edinburgh: Edinburgh University Press, 1978.
- Gordon Childe: Revolutions in Archaeology. London: Thames and Hudson, 1980.
- (with B.J. Kemp, D. O'Connor, and A.B. Lloyd) Ancient Egypt: A Social History. Cambridge: Cambridge University Press, 1983.
- Natives and Newcomers: Canada's "Heroic Age" Revisited. Montreal: McGill-Queen's University Press, 1985.
- A History of Archaeological Thought. Cambridge: Cambridge University Press, 1989.
- Early Civilizations: Ancient Egypt in Context. New York: Columbia, 1993.
- The Cambridge History of the Native Peoples of the Americas [vol. I]. New York: Cambridge University Press, 1996.
- Sociocultural Evolution: Calculation and Contingency. Oxford: Blackwell, 1998.
- Artifacts and Ideas: Essays in Archaeology. New Brunswick, NJ: Transaction Publishers, 2003.
- Understanding Early Civilizations: A Comparative Study. New York: Cambridge University Press, 2003.
- A History of Archaeological Thought. 2nd ed.Cambridge: Cambridge University Press, 2006.